# East Suffolk (hrabstwo)
East Suffolk – byłe hrabstwo w Anglii, istniejące w latach 1889-1974. W 1961 roku hrabstwo liczyło 343 056 mieszkańców.